# Барифон
Генрих Барифо́н (Heinrich Baryphonus, 17 сентября 1581, Вернигероде — 13 января 1655, Кведлинбург) — немецкий теоретик музыки.
Барифон — прозвище-грецизм (от др.-греч. βαρύς — низкий, тяжёлый, и др.-греч. φωνή — звук), которое возможно указывало на басистый, низкий голос его обладателя; настоящая фамилия — Pipegrop.

## Биографические сведения
Окончил латинскую школу в Вернигероде, где обучался основам музыки у местного кантора Иоганна Крюгера, игре на органе у органиста Пауля Беккера. В 1603-05 учился в Хельмштедтском университете. В 1605 переехал в Кведлинбург, где до конца жизни работал в гимназии (с 1606 её проректор) и служил кантором в церкви Св. Бенедикта. Барифон — всесторонне образованный человек, владевший греческим языком и основами математики. Среди его корреспондентов — выдающиеся композиторы Генрих Шютц и Самуэль Шейдт. О значении личности и учения Барифона свидетельствует (ещё при его жизни) Михаэль Преториус, который в 3-й книге своего фундаментального трактата «Syntagma musicum» (1618) представил полный список трудов Барифона и пообещал публикацию его трактата «О мелопее» («De melopoeia»). Влияние учения Барифона в Германии заметно на протяжении XVII — первой половины XVIII веков, вплоть до Андреаса Веркмейстера и Иоганна Готфрида Вальтера, которые ссылаются на Барифона как на общепризнанный авторитет.

## Сочинения
Трактат «Музыкальные плеяды» (Pleiades musicae, на латинском языке), в двух редакциях:
1. Pleiades musicae, quae in certas sectiones distributae praecipuas queastiones musicas discutiunt[4]. Halberstadt, 1615.
2. Pleiades musicae, quae fundamenta musicae theoricae ex principiis mathematicis eruta[5]. Magdeburg, 1630 (расширенная редакция; в одном переплёте с книгой «Мелопея» Кальвизия).

Труд состоит из семи глав-плеяд (в порядке глав: Келено́, Стеропа, Меропа, Электра, Алкиона, Майя и Тайгета), каждая глава-плеяда в свою очередь — из семи разделов (названных в традициях средневековой науки «quaestiones» — букв. вопросы). В первом издании «Плеяд» Барифон показывает своё глубокое знание европейской музыкально-теоретической традиции, от Боэция до Царлино и Кальвизия. Под влиянием учения Иоганна Липпия во 2-й редакции трактата «Музыкальные плеяды» развивал теорию «гармонической триады» (triga harmonica) и «сопряжений» (syzygiae), то есть трезвучий и их обращений, лежащих в основе новоевропейской гармонической тональности. Современное издание сохранившегося трактата Барифона, а также переводы его на европейские языки (в том числе на русский) отсутствуют. Современной научной литературы (статей и монографий), посвящённой специально Барифону, нет.
Многие труды Барифона (в том числе, опубликованные при его жизни) безвозвратно утрачены. Среди них:
- Isagoge musica Euclidis cum notis Henrici Baryphoni [6]. Magdeburg, 1609.
- Institutiones musico-theoreticae ex fundamentis mathematicis exstructae[7]. Magdeburg, 1630.
- Ars canendi aphorismis succinctis descripta & notis philosophicis, mathematicis, physicis et historicis illustrata[8]. Leipzig, 1620.